# Іщенківка
Іще́нківка — село в Україні, у Зіньківській міській громаді Полтавського району Полтавської області. Населення становить 25 осіб. До 2020 орган місцевого самоврядування — Дейкалівська сільська рада.

## Географія
Село Іщенківка знаходиться на правому березі річки Грунь, вище за течією на відстані двох км розташоване село Шилівка, нижче за течією на відстані в 3,5 км розташоване село Дейкалівка, на протилежному березі — село Підозірка.
На півночі Іщенківка впирається у височину під назвою Горшкова гора,  яка порізана ярами. Найбільші з них — Сержин і Бажинського, у якому містяться поклади глини. На півдні село межує з лісисто-болотистою місцевістю.

## Населення

### Мова
Розподіл населення за рідною мовою за даними перепису 2001 року:
| Мова       | Кількість | Відсоток |
| ---------- | --------- | -------- |
| українська | 24        | 96%      |
| російська  | 1         | 4%       |
| Усього     | 25        | 100%     |

## Історія
Точний час заснування села — невідомий. Хутір позначався на картах, починаючи з другої половини XIX століття. 1859 року у власницькому хуторі налічувалось 9 дворів, мешкало 40 осіб (28 чоловічої статі та 22 — жіночої), функціонував завод
За даними перепису 1910 року, в Іщенковому хуторі Дейкалівської волості — 27 господарств (22 козацьких, 4 селянських, 1 інше непривілейоване), 172 особи. У хуторі було 177 десятин землі під господарствами, 123 десятини орної та 146 — під посівами.
Німці окупували село 14 жовтня 1941 року. Цього дня була спалена свиноферма. Удруге окупанти вторгнулися в село взимку 1942–1943 років, тоді було вбито одного селянина. На примусові роботи до Німеччини було вивезено 6 осіб. У вересні 1943 року в північній частині Іщенківки проходила лінія оборони німців. На фронтах воювали 29 мешканців села, із них 16 не повернулися.
1980 року в селі у 33 господарствах проживало 70 осіб, у 1998 році в селі налічувалось 14 господарств, мешкало 24 особи, з них працездатних — 1.
Станом на 2006 рік у селі проживало 18 осіб, переважно похилого віку.
12 червня 2020 року, відповідно до розпорядження Кабінету Міністрів України № 721-р «Про визначення адміністративних центрів та затвердження територій територіальних громад Полтавської області», село увійшло до складу Зіньківської міської громади.
19 липня 2020 року, в результаті адміністративно - територіальної реформи та ліквідації Зіньківського району, село увійшло до складу новоутвореного Полтавського району Полтавської області.